# Geologia Química
Chemical Geology é uma revista acadêmica internacional revisada por pares. A revista é afiliada à Associação Europeia de Geoquímica e é publicada pela Elsevier, publicando artigos por assinatura e de acesso aberto. A revista é uma revista híbrida de acesso aberto.